# Campeonato Brasileiro de Futebol de 1990
O Campeonato Brasileiro de Futebol de 1990 foi a 35.ª edição do Campeonato Brasileiro e, o primeiro vencido pelo Corinthians.
Pela terceira vez na história do campeonato, a partida final foi disputada entre dois clubes paulistas, com Corinthians e São Paulo repetindo os confrontos de Guarani e Palmeiras em 1978; e de São Paulo e Guarani em 1986.
O São Paulo repetiu o mesmo feito no ano anterior, quando foi vice-campeão ao perder a final para o Vasco da Gama.
Foi mantido o sistema de acesso e descenso pelo terceiro ano consecutivo. Desta vez, com o campeonato estabilizado em vinte clubes para o ano seguinte, desceram dois (São José-SP e Internacional-SP) e subiram dois (Sport e Atlético-PR, respectivamente campeão e vice da Série B).

## Participantes
| Equipe           | Cidade              | Estado | Em 1989      | Estádio (mando)  | Título(s)                                  |
| ---------------- | ------------------- | ------ | ------------ | ---------------- | ------------------------------------------ |
| Atlético Mineiro | Belo Horizonte      | MG     | 8º           | Mineirão         | 2 (1937, 1971)                             |
| Bahia            | Salvador            | BA     | 18º          | Fonte Nova       | 2 (1959, 1988)                             |
| Botafogo         | Rio de Janeiro      | RJ     | 4º           | Maracanã         | 1 (1968)                                   |
| Bragantino       | Bragança Paulista   | SP     | 1º (Série B) | Marcelo Stéfani  | 0 (não possui)                             |
| Corinthians      | São Paulo           | SP     | 6º           | Pacaembu         | 0 (não possui)                             |
| Cruzeiro         | Belo Horizonte      | MG     | 3º           | Mineirão         | 1 (1966)                                   |
| Flamengo         | Rio de Janeiro      | RJ     | 9º           | Maracanã         | 3 (1980, 1982, 1983)                       |
| Fluminense       | Rio de Janeiro      | RJ     | 15º          | Maracanã         | 2 (1970, 1984)                             |
| Goiás            | Goiânia             | GO     | 10º          | Serra Dourada    | 0 (não possui)                             |
| Grêmio           | Porto Alegre        | RS     | 11º          | Olímpico         | 1 (1981)                                   |
| Inter de Limeira | Limeira             | SP     | 14º          | Limeirão         | 0 (não possui)                             |
| Internacional    | Porto Alegre        | RS     | 16º          | Beira-Rio        | 3 (1975, 1976, 1979)                       |
| Náutico          | Recife              | PE     | 13º          | Aflitos          | 0 (não possui)                             |
| Palmeiras        | São Paulo           | SP     | 5º           | Parque Antártica | 6 (1960, 1967, 1967 RGP, 1969, 1972, 1973) |
| Portuguesa       | São Paulo           | SP     | 7º           | Canindé          | 0 (não possui)                             |
| Santos           | Santos              | SP     | 12º          | Vila Belmiro     | 6 (1961, 1962, 1963, 1964, 1965, 1968 RGP) |
| São José-SP      | São José dos Campos | SP     | 2º (Série B) | Martins Pereira  | 0 (não possui)                             |
| São Paulo        | São Paulo           | SP     | 2º           | Morumbi          | 2 (1977, 1986)                             |
| Vasco da Gama    | Rio de Janeiro      | RJ     | 1º           | São Januário     | 2 (1974, 1989)                             |
| Vitória          | Salvador            | BA     | 17º          | Barradão         | 0 (não possui)                             |

## Fórmula de disputa
Primeira fase: 20 clubes jogando todos contra todos em turno único, mas divididos em duas chaves de 10 clubes cada para efeito de classificação. Na primeira etapa (10 rodadas), os clubes da chave A enfrentam os da chave B. Na segunda etapa (9 rodadas), os jogos são apenas entre clubes da mesma chave. Classificam-se para a fase final os vencedores de cada chave em cada etapa, mais os outros quatro melhores classificados na soma dos pontos nas duas etapas.
Fase final: (com quartas de final, semifinais e final): Sistema eliminatório, chaveamento olímpico (1°x 8°, 2° x 7°, 3° x 6° e 4°x 5°, levando em consideração a campanha dos classificados durante a primeira fase), com jogos em ida e volta, sendo a vantagem do empate concedida para a equipe com a melhor campanha em todo o campeonato. Apenas na final, em caso de empate, haverá prorrogação e decisão por pênaltis.
Critérios de desempate: 
1° Turno: 1. Melhor Saldo de gols; 2. Maior número de Gols a favor; 3. Maior número de vitórias; 4. Confronto direto; 5. Sorteio.
2° Turno: 1. Maior número de pontos ganhos nos dois turnos; 2. Melhor Saldo de gols no segundo turno; 3. Maior número de Gols à favor no segundo turno; 4. Maior número de vitórias no segundo turno; 5. Confronto direto; 6. Sorteio.
Classificação Geral: 1. Melhor Saldo de gols em todos os jogos; 2. Maior número de Gols a favor em todos os jogos; 3. Confronto direto; 4. Sorteio.

## Primeira fase
| Pos. | Equipes          | Pts | J  | V | E | D | GP | GC | SG |
| ---- | ---------------- | --- | -- | - | - | - | -- | -- | -- |
| 1    | Atlético Mineiro | 16  | 10 | 6 | 4 | 0 | 13 | 5  | 8  |
| 2    | Corinthians      | 14  | 10 | 6 | 2 | 2 | 10 | 8  | 2  |
| 3    | Goiás            | 12  | 10 | 4 | 4 | 2 | 14 | 10 | 4  |
| 4    | Bragantino       | 12  | 10 | 5 | 2 | 3 | 11 | 7  | 4  |
| 5    | Bahia            | 11  | 10 | 4 | 3 | 3 | 14 | 9  | 5  |
| 6    | Santos           | 11  | 10 | 3 | 5 | 2 | 9  | 7  | 2  |
| 7    | Botafogo         | 10  | 10 | 4 | 2 | 4 | 6  | 6  | 0  |
| 8    | Vasco da Gama    | 8   | 10 | 1 | 6 | 3 | 5  | 8  | –3 |
| 9    | Internacional    | 7   | 10 | 1 | 5 | 4 | 9  | 13 | –4 |
| 10   | Portuguesa       | 7   | 10 | 1 | 5 | 4 | 11 | 16 | –5 |

| Pos. | Equipes          | Pts | J  | V | E | D | GP | GC | SG |
| ---- | ---------------- | --- | -- | - | - | - | -- | -- | -- |
| 1    | Grêmio           | 13  | 10 | 4 | 5 | 1 | 12 | 6  | 6  |
| 2    | Vitória          | 12  | 10 | 3 | 6 | 4 | 6  | 5  | 1  |
| 3    | Cruzeiro         | 12  | 10 | 4 | 4 | 2 | 9  | 9  | 0  |
| 4    | Náutico          | 10  | 10 | 3 | 4 | 3 | 8  | 8  | 0  |
| 5    | São Paulo        | 9   | 10 | 3 | 3 | 4 | 9  | 10 | –1 |
| 6    | Flamengo         | 8   | 10 | 2 | 4 | 4 | 11 | 12 | –1 |
| 7    | Inter de Limeira | 8   | 10 | 3 | 2 | 5 | 7  | 11 | –4 |
| 8    | Fluminense       | 7   | 10 | 2 | 3 | 5 | 13 | 17 | –4 |
| 9    | São José-SP      | 7   | 10 | 1 | 5 | 4 | 6  | 12 | –6 |
| 10   | Palmeiras        | 6   | 10 | 2 | 2 | 6 | 8  | 12 | –4 |

## Segunda fase
| Pos. | Equipes          | Pts | J | V | E | D | GP | GC | SG |
| ---- | ---------------- | --- | - | - | - | - | -- | -- | -- |
| 1    | Santos           | 11  | 9 | 4 | 3 | 2 | 10 | 6  | 4  |
| 2    | Bahia            | 11  | 9 | 3 | 5 | 1 | 6  | 3  | 3  |
| 3    | Bragantino       | 10  | 9 | 2 | 6 | 1 | 8  | 9  | –1 |
| 4    | Vasco da Gama    | 10  | 9 | 2 | 6 | 1 | 10 | 7  | 3  |
| 5    | Goiás            | 9   | 9 | 3 | 3 | 3 | 8  | 9  | –1 |
| 6    | Corinthians      | 8   | 9 | 2 | 4 | 3 | 7  | 10 | –3 |
| 7    | Botafogo         | 8   | 9 | 3 | 2 | 4 | 11 | 12 | –1 |
| 8    | Internacional    | 8   | 9 | 3 | 2 | 4 | 10 | 10 | 0  |
| 9    | Portuguesa       | 8   | 9 | 2 | 4 | 3 | 7  | 6  | 1  |
| 10   | Atlético Mineiro | 7   | 9 | 1 | 5 | 3 | 6  | 11 | –5 |

| Pos. | Equipes          | Pts | J | V | E | D | GP | GC | SG  |
| ---- | ---------------- | --- | - | - | - | - | -- | -- | --- |
| 1    | Palmeiras        | 15  | 9 | 6 | 3 | 0 | 13 | 6  | 7   |
| 2    | São Paulo        | 13  | 9 | 5 | 3 | 1 | 11 | 4  | 7   |
| 3    | Grêmio           | 12  | 9 | 5 | 2 | 2 | 13 | 7  | 6   |
| 4    | Flamengo         | 12  | 9 | 5 | 2 | 2 | 13 | 6  | 7   |
| 5    | Cruzeiro         | 9   | 9 | 4 | 1 | 4 | 12 | 9  | 3   |
| 6    | Náutico          | 8   | 9 | 1 | 6 | 2 | 5  | 10 | –5  |
| 7    | Fluminense       | 8   | 9 | 3 | 2 | 4 | 6  | 7  | –1  |
| 8    | São José-SP      | 8   | 9 | 2 | 4 | 3 | 4  | 8  | –4  |
| 9    | Vitória          | 3   | 9 | 1 | 1 | 7 | 9  | 17 | –8  |
| 10   | Inter de Limeira | 2   | 9 | 1 | 0 | 8 | 2  | 14 | –12 |

## Classificação geral
| Pos. | Equipes          | Pts | J  | V | E  | D  | GP | GC | SG  | Classificação ou rebaixamento          |
| ---- | ---------------- | --- | -- | - | -- | -- | -- | -- | --- | -------------------------------------- |
| 1    | Grêmio           | 25  | 19 | 9 | 7  | 3  | 25 | 13 | 12  | Classificados à fase final             |
| 2    | Atlético Mineiro | 23  | 19 | 7 | 9  | 3  | 19 | 16 | 3   | Classificados à fase final             |
| 3    | Bahia            | 22  | 19 | 7 | 8  | 4  | 20 | 12 | 8   | Classificados à fase final             |
| 4    | São Paulo        | 22  | 19 | 8 | 6  | 5  | 20 | 14 | 6   | Classificados à fase final             |
| 5    | Santos           | 22  | 19 | 7 | 8  | 4  | 19 | 13 | 6   | Classificados à fase final             |
| 6    | Bragantino       | 22  | 19 | 7 | 8  | 4  | 19 | 16 | 3   | Classificados à fase final             |
| 7    | Corinthians      | 22  | 19 | 8 | 6  | 5  | 17 | 18 | −1  | Classificados à fase final             |
| 8    | Goiás            | 21  | 19 | 7 | 7  | 5  | 22 | 19 | 3   |                                        |
| 9    | Palmeiras        | 21  | 19 | 8 | 5  | 6  | 21 | 18 | 3   | Classificado à fase final              |
| 10   | Cruzeiro         | 21  | 19 | 8 | 5  | 6  | 21 | 18 | 3   |                                        |
| 11   | Flamengo         | 20  | 19 | 7 | 6  | 6  | 24 | 18 | 6   |                                        |
| 12   | Vasco da Gama    | 18  | 19 | 3 | 12 | 4  | 15 | 15 | 0   |                                        |
| 13   | Botafogo         | 18  | 19 | 7 | 4  | 8  | 17 | 18 | −1  |                                        |
| 14   | Náutico          | 18  | 19 | 4 | 10 | 5  | 13 | 18 | −5  |                                        |
| 15   | Internacional    | 15  | 19 | 4 | 7  | 8  | 19 | 23 | −4  |                                        |
| 16   | Portuguesa       | 15  | 19 | 3 | 9  | 7  | 18 | 22 | −4  |                                        |
| 17   | Fluminense       | 15  | 19 | 5 | 5  | 9  | 19 | 24 | −5  |                                        |
| 18   | Vitória          | 15  | 19 | 4 | 7  | 8  | 15 | 22 | −7  |                                        |
| 19   | São José-SP      | 15  | 19 | 3 | 9  | 7  | 10 | 20 | −10 | Zona de rebaixamento à Série B de 1991 |
| 20   | Inter de Limeira | 10  | 19 | 4 | 2  | 13 | 9  | 25 | −16 | Zona de rebaixamento à Série B de 1991 |

## Fase final
Em itálico, os times que possuem o mando de campo no primeiro jogo do confronto e em negrito, os times que passaram de fase.
|  | Quartas de final | Quartas de final | Quartas de final | Quartas de final |   |        | Semifinal | Semifinal | Semifinal | Semifinal |  |           | Final | Final | Final | Final |  |  |
|  |                  |                  |                  |                  |   |        |           |           |           |           |  |           |       |       |       |       |  |  |
|  |                  |                  |                  |                  |   |        |           |           |           |           |  |           |       |       |       |       |  |  |
|  | Grêmio           | 0                | 2                | 2                |   |        |           |           |           |           |  |           |       |       |       |       |  |  |
|  | Palmeiras        | 1                | 0                | 1                |   |        |           |           |           |           |  |           |       |       |       |       |  |  |
|  | Palmeiras        | 1                | 0                | 1                |   | Grêmio | 0         | 1         | 1         |           |  |           |       |       |       |       |  |  |
|  |                  |                  |                  |                  |   | Grêmio | 0         | 1         | 1         |           |  |           |       |       |       |       |  |  |
|  |                  | São Paulo        | 2                | 0                | 2 |        |           |           |           |           |  |           |       |       |       |       |  |  |
|  | São Paulo        | São Paulo        | 2                | 0                | 2 | 1      | 1         | 2         |           |           |  |           |       |       |       |       |  |  |
|  | São Paulo        |                  |                  |                  |   | 1      | 1         | 2         |           |           |  |           |       |       |       |       |  |  |
|  | Santos           | 0                | 1                | 1                |   |        |           |           |           |           |  |           |       |       |       |       |  |  |
|  | Santos           | 0                | 1                | 1                |   |        |           |           |           |           |  | São Paulo | 0     | 0     | 0     |       |  |  |
|  |                  |                  |                  |                  |   |        |           |           |           |           |  | São Paulo | 0     | 0     | 0     |       |  |  |
|  |                  | Corinthians      | 1                | 1                | 2 |        |           |           |           |           |  |           |       |       |       |       |  |  |
|  | Bahia            | Corinthians      | 1                | 1                | 2 | 1      | 3         | 4         |           |           |  |           |       |       |       |       |  |  |
|  | Bahia            |                  |                  |                  |   | 1      | 3         | 4         |           |           |  |           |       |       |       |       |  |  |
|  | Bragantino       | 1                | 2                | 3                |   |        |           |           |           |           |  |           |       |       |       |       |  |  |
|  | Bragantino       | 1                | 2                | 3                |   | Bahia  | 1         | 0         | 1         |           |  |           |       |       |       |       |  |  |
|  |                  |                  |                  |                  |   | Bahia  | 1         | 0         | 1         |           |  |           |       |       |       |       |  |  |
|  |                  | Corinthians      | 2                | 0                | 2 |        |           |           |           |           |  |           |       |       |       |       |  |  |
|  | Atlético Mineiro | Corinthians      | 2                | 0                | 2 | 1      | 0         | 1         |           |           |  |           |       |       |       |       |  |  |
|  | Atlético Mineiro |                  |                  |                  |   | 1      | 0         | 1         |           |           |  |           |       |       |       |       |  |  |
|  | Corinthians      | 2                | 0                | 2                |   |        |           |           |           |           |  |           |       |       |       |       |  |  |

### Final
| 13 de dezembro | Corinthians    | 1 – 0 | São Paulo | Morumbi, São Paulo                                                              |
| 21:00          | Wilson Mano 4' |       |           | Público: 85 463 Renda: Cr$ 92.979.100,00 Árbitro: SP José Aparecido de Oliveira |

Corinthians: Ronaldo, Giba, Marcelo Djian, Guinei e Jacenir; Márcio (Ezequiel), Wilson Mano e Neto; Fabinho (Marcos Roberto), Tupãzinho e Mauro. Técnico: Nelsinho Baptista.
São Paulo: Zetti, Cafu, Antônio Carlos, Ivan e Leonardo; Flávio, Bernardo e Raí; Mário Tilico (Alcindo), Eliel e Elivélton. Técnico: Telê Santana.
| 16 de dezembro | São Paulo | 0 – 1 | Corinthians  | Morumbi, São Paulo                                                        |
| 17:00          |           |       | Tupãzinho 54 | Público: 100 858 Renda: Cr$ 106.347.780,00 Árbitro: SP Edmundo Lima Filho |

São Paulo: Zetti, Cafu, Antônio Carlos, Ivan e Leonardo; Flávio, Bernardo e Raí (Marcelo Conti); Mário Tilico (Zé Teodoro), Eliel e Elivélton. Técnico: Telê Santana.
Corinthians: Ronaldo, Giba, Marcelo Djian, Guinei e Jacenir; Márcio, Wilson Mano e Neto (Ezequiel); Fabinho, Tupãzinho e Mauro (Paulo Sérgio). Técnico: Nelsinho Baptista.

## Premiação
| Campeonato Brasileiro de Futebol de 1990 |
| ---------------------------------------- |
| CORINTHIANS Campeão (1.° título)         |

## Artilheiros
| Pos. | Jogador          | Equipe      | Gols |
| ---- | ---------------- | ----------- | ---- |
| 1    | Charles          | Bahia       | 11   |
| 2    | Caio             | Grêmio      | 10   |
| 2    | Careca Bianchesi | Palmeiras   | 10   |
| 4    | Neto             | Corinthians | 9    |
| 5    | Túlio Maravilha  | Goiás       | 8    |
| 6    | João Santos      | Bragantino  | 7    |
| 6    | Gaúcho           | Flamengo    | 7    |
| 8    | Betinho          | Palmeiras   | 6    |
| 8    | Renato Gaúcho    | Flamengo    | 6    |
| 8    | Vágner Mancini   | Portuguesa  | 6    |

## Classificação final
| Pos. | Equipes          | Pts | J  | V  | E  | D  | GP | GC | SG  | Classificação ou rebaixamento                |
| ---- | ---------------- | --- | -- | -- | -- | -- | -- | -- | --- | -------------------------------------------- |
| 1    | Corinthians      | 32  | 25 | 12 | 8  | 5  | 23 | 20 | 3   | Fase de grupos da Copa Libertadores de 1991  |
| 2    | São Paulo        | 27  | 25 | 10 | 7  | 8  | 24 | 18 | 6   | Vice-campeão                                 |
| 3    | Grêmio           | 29  | 23 | 11 | 7  | 5  | 28 | 16 | 12  | Semifinalistas                               |
| 4    | Bahia            | 26  | 23 | 8  | 10 | 5  | 25 | 17 | 8   | Semifinalistas                               |
| 5    | Atlético Mineiro | 24  | 21 | 7  | 10 | 4  | 20 | 18 | 2   | Quartas de final                             |
| 6    | Santos           | 23  | 21 | 7  | 9  | 5  | 20 | 15 | 5   | Quartas de final                             |
| 7    | Palmeiras        | 23  | 21 | 9  | 5  | 7  | 22 | 20 | 2   | Quartas de final                             |
| 7    | Bragantino       | 23  | 21 | 7  | 9  | 5  | 22 | 20 | 2   | Quartas de final                             |
| 9    | Goiás            | 21  | 19 | 7  | 7  | 5  | 22 | 19 | 3   |                                              |
| 10   | Cruzeiro         | 21  | 19 | 8  | 5  | 6  | 21 | 18 | 3   |                                              |
| 11   | Flamengo         | 20  | 19 | 7  | 6  | 6  | 24 | 18 | 6   | Fase de grupos da Copa Libertadores de 1991* |
| 12   | Vasco da Gama    | 18  | 19 | 3  | 12 | 4  | 15 | 15 | 0   |                                              |
| 13   | Botafogo         | 18  | 19 | 7  | 4  | 8  | 17 | 18 | −1  |                                              |
| 14   | Náutico          | 18  | 19 | 4  | 10 | 5  | 13 | 18 | −5  |                                              |
| 15   | Internacional    | 15  | 19 | 4  | 7  | 8  | 19 | 23 | −4  |                                              |
| 16   | Portuguesa       | 15  | 19 | 3  | 9  | 7  | 18 | 22 | −4  |                                              |
| 17   | Fluminense       | 15  | 19 | 5  | 5  | 9  | 19 | 24 | −5  |                                              |
| 18   | Vitória(2)       | 15  | 19 | 4  | 7  | 8  | 15 | 22 | −7  |                                              |
| 19   | São José-SP      | 15  | 19 | 3  | 9  | 7  | 10 | 20 | −10 | Rebaixados à Série B de 1991                 |
| 20   | Inter de Limeira | 10  | 19 | 4  | 2  | 13 | 9  | 25 | −16 | Rebaixados à Série B de 1991                 |

* O Flamengo foi campeão da Copa do Brasil de Futebol de 1990.

(2) O Vitória chegou a ser ameaçado de rebaixamento para a Série B devido a uma punição imposta pela CBF , que no dia 13/11 lhe retirou 5 pontos por ter escalado de forma irregular o jogador Nardela na partida do dia 03/11 contra o Fluminense (em que os cariocas venceram por 2 a 1); porém, no dia 17/12, o STJD reverteu a decisão, alegando falha técnica no trâmite do processo, e devolveu os 5 pontos ao time baiano, decretando o descenso do time paulista.